# 桑津 (大阪市)
桑津（くわづ）は、大阪府大阪市東住吉区の町名。東住吉区を構成する19町のうちの1町である。現行行政地名は桑津一丁目から桑津五丁目。

## 地理
桑津は東住吉区の北西部に位置する。
北部は生野区林寺、東部は東住吉区杭全、南部は東住吉区西今川及び駒川、西部は東住吉区北田辺、阿倍野区天王寺町南と隣接する。北部は国道25号（国道165号重複）が横断して生野区との境界線となり、大和路線（関西本線）がそのすぐ南側を並行する。また、東部は駒川と今川が北に向かって流れ、今川の西岸が杭全との境界線となっている。西部は、近鉄南大阪線が縦貫し、北田辺との境界線となっている。
地名の由来は、『応神紀』に河内国桑津邑が見え、桑を栽培した所と解されている。

### 地域概要
- 用地地域
- 地価

桑津4丁目39-3 217,000円/㎡ 第一種住居地域 準防火地域 市街化区域（平成29年1月1日 国土交通省地価公示）

## 世帯数と人口
2024年（令和6年）9月30日現在の世帯数と人口は以下の通りである。
| 丁目       | 世帯数    | 人口     |
| ---------- | --------- | -------- |
| 桑津一丁目 | 1,731世帯 | 3,093人  |
| 桑津二丁目 | 1,107世帯 | 1,972人  |
| 桑津三丁目 | 1,409世帯 | 2,691人  |
| 桑津四丁目 | 754世帯   | 1,452人  |
| 桑津五丁目 | 708世帯   | 1,377人  |
| 計         | 5,709世帯 | 10,585人 |

- 2018年9月末現在の住民基本台帳人口
- 東住吉区19町の中で、人口、世帯数とも第1位である。区内で唯一、人口10,000人、5,000世帯を超える。

| 年代     | 人口    | 男性    | 女性    | 比率  |
| -------- | ------- | ------- | ------- | ----- |
| 0～14歳  | 1,263名 | 629名   | 634名   | 12.0% |
| 15～64歳 | 6,585名 | 3,201名 | 3,384名 | 62.7% |
| 65～79歳 | 1,799名 | 855名   | 944名   | 17.1% |
| 80歳以上 | 420名   | 132名   | 288名   | 8.2%  |

### 人口の変遷
国勢調査による人口の推移。
| 1995年（平成7年）  | 10,157人 | [ 6 ]  |  |
| 2000年（平成12年） | 10,425人 | [ 7 ]  |  |
| 2005年（平成17年） | 10,323人 | [ 8 ]  |  |
| 2010年（平成22年） | 10,691人 | [ 9 ]  |  |
| 2015年（平成27年） | 10,511人 | [ 10 ] |  |
| 2020年（令和2年）  | 10,257人 | [ 11 ] |  |

### 世帯数の変遷
国勢調査による世帯数の推移。
| 1995年（平成7年）  | 4,081世帯 | [ 6 ]  |  |
| 2000年（平成12年） | 4,297世帯 | [ 7 ]  |  |
| 2005年（平成17年） | 4,411世帯 | [ 8 ]  |  |
| 2010年（平成22年） | 4,710世帯 | [ 9 ]  |  |
| 2015年（平成27年） | 4,541世帯 | [ 10 ] |  |
| 2020年（令和2年）  | 4,810世帯 | [ 11 ] |  |

## 歴史
- 古代
- 中世
- 近世
- 近代・現代
  - 1889年（明治22年）、町村制が施行され、大阪府住吉郡桑津村は北百済村の大字となる。
  - 1896年（明治29年）、郡の統廃合により、大阪府東成郡の所属となる。
  - 1925年（大正14年）、大阪市に編入され、大阪府東成郡北百済村大字桑津は、大阪市住吉区桑津町となる。
  - 1943年（昭和18年）、分区が行われ、桑津町は東住吉区・阿倍野区・生野区に分割編入される。
  - 1951年（昭和26年）
    - 阿倍野区桑津町が廃止され、天王寺町南1 - 3丁目・天王寺町北1 - 3丁目・美章園1 - 3丁目・文の里1 - 4丁目となる。
    - 東住吉区林寺町・生野新家町と桑津町・天王寺町・北田辺町・杭全町の各一部より、桑津町1 - 8丁目成立（1980年、桑津1 - 5丁目・北田辺1 - 6丁目となる）

  - 1959年（昭和34年）、生野区桑津町が廃止され、林寺町1 - 5丁目に編入される。
  - 1980年（昭和55年）、東住吉区桑津町と桑津町1 - 8丁目の一部より、桑津1 - 5丁目成立[12]。

## 学区
市立小・中学校に通う場合、学区は以下の通りとなる。なお、小学校・中学校入学時に学校選択制度を導入しており、通学区域以外に東住吉区の小学校・中学校から選択することも可能。
| 丁目       | 番   | 小学校             | 中学校               |
| ---------- | ---- | ------------------ | -------------------- |
| 桑津一丁目 | 全域 | 大阪市立桑津小学校 | 大阪市立東住吉中学校 |
| 桑津二丁目 | 全域 | 大阪市立桑津小学校 | 大阪市立東住吉中学校 |
| 桑津三丁目 | 全域 | 大阪市立桑津小学校 | 大阪市立東住吉中学校 |
| 桑津四丁目 | 全域 | 大阪市立桑津小学校 | 大阪市立東住吉中学校 |
| 桑津五丁目 | 全域 | 大阪市立桑津小学校 | 大阪市立東住吉中学校 |

## 事業所
2021年（令和3年）現在の経済センサス調査による事業所数と従業員数は以下の通りである。
| 丁目       | 事業所数  | 従業員数 |
| ---------- | --------- | -------- |
| 桑津一丁目 | 121事業所 | 1,108人  |
| 桑津二丁目 | 67事業所  | 696人    |
| 桑津三丁目 | 81事業所  | 417人    |
| 桑津四丁目 | 53事業所  | 341人    |
| 桑津五丁目 | 73事業所  | 530人    |
| 計         | 395事業所 | 3,092人  |

## 施設

### 桑津遺跡

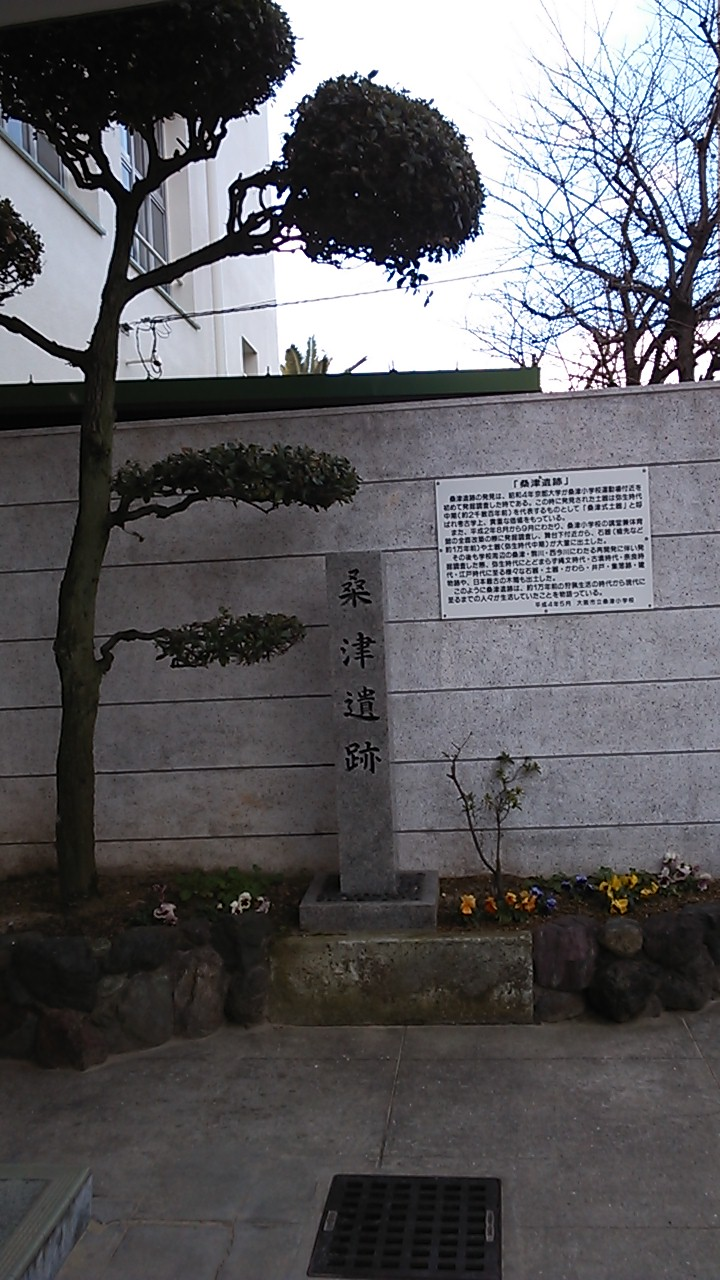
桑津遺跡石碑

桑津小学校の校門脇に、桑津遺跡の石碑が建立されている。この遺跡は、東住吉区北西部一帯に所在する縄文時代前期から中世にかけての複合遺跡で、上町台地の東斜面標高3～6mに存在している。最古のものでは、東住吉中学校の校内から旧石器時代の尖頭器が発見され、このことから桑津近辺では、1万年前から人類が定住していたことを物語っている。

### 桑津環濠集落

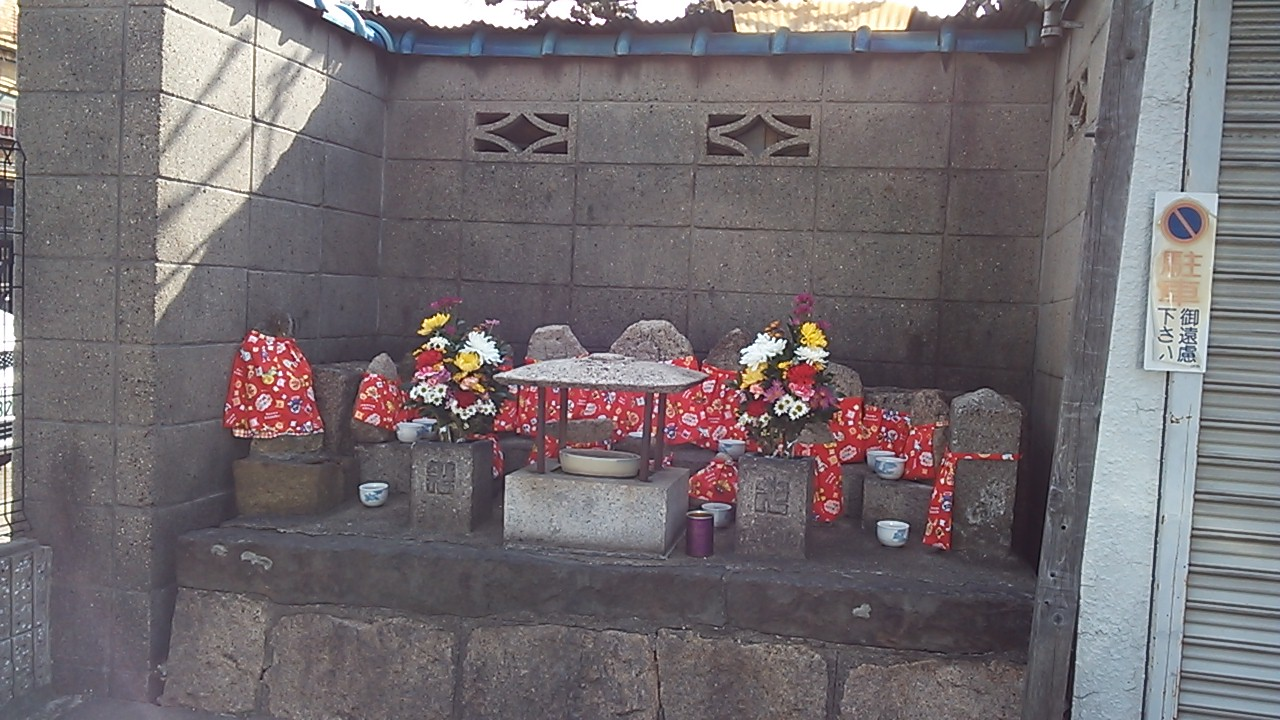
北口地蔵

桑津一帯は17世紀前半、大坂夏の陣で激戦地となったこともあり、それから住民たちは四方に環濠を掘り、夜間は木戸を閉め、域内の道路は狭くて見通しが効かないように工夫して、外部からの侵入者を惑わせる町（環濠集落）を築いた。環濠は昭和初期まで存在し、現在は道路として埋め立てられたが、その名残りは現在でも、互い違いの四辻や狭隘な街路として今に偲ばせている。また、バス停の停留所名で、北口・東口・西口・南口と揃っているのは、日本全国で桑津のみである。

## 寺社
- 桑津天神社
- 京善寺
- 光福寺
- 見性寺
- 光琳寺
- 正源寺
- 光津寺
- 妙得寺
- 光輪寺
- 法華寺

## 公共交通機関
地区内に鉄道駅は無い。

### バス
2020年4月現在
- 大阪シティバス[16]
  - 1・5号系統：桑津西口 - 中桑津
  - 6号系統：北田辺二丁目 - 桑津南口 - 桑津東口
  - 13・30号系統：桑津北口 - 百済

## その他

### 日本郵便
- 〒546-0041[3]（集配局：東住吉郵便局[17]）

### 警察・消防
東住吉警察署、大阪市消防局東住吉消防署の管轄内。